# Elektroda wskaźnikowa
Elektroda wskaźnikowa – elektroda będąca głównym elementem ogniw galwanicznych (półogniwo), stosowanych w instrumentalnej analizie chemicznej (przede wszystkim w potencjometrii); jej potencjał dostarcza informacji o rodzaju lub ilości analitu w analizowanej próbce. 

## Analiza potencjometryczna
W czasie analizy potencjometrycznej zmierza się do stosowania elektrod wskaźnikowych selektywnie reagujących na obecność badanego składnika próbki – w takim przypadku wartość potencjału elektrody jest związana ze stężeniem analitu (zob. np. równanie Nernsta). 
W czasie pomiarów pH w praktyce laboratoryjnej najczęściej są stosowane:
- elektroda wodorowa w postaci blaszki Pt pokrytej czernią platynową,
- elektroda szklana – w której wykorzystuje się wartość potencjału, jaki powstaje na szklanej membranie oddzielającej badany roztwór od roztworu buforowego, w którym znajduje się elektroda wyprowadzająca[a],
- elektroda antymonowa – pręcik Sb pokryty tlenkiem Sb2O3; czułość na zmiany pH w zakresie 3–8[2],

Popularne są również:
- elektroda srebrowa – drucik lub blaszka Ag; czuła na jony Ag+,
- elektroda chlorosrebrowa – srebro pokryte warstwą chlorku AgCl; czuła na jony Cl-,
- elektroda platynowa – wrażliwa na zmiany potencjału redoks.

## Analiza woltamperometryczna
W czasie pomiarów woltamperometrycznych stężenie analitu określa się na podstawie wielkości mierzonego natężenia prądu, a jego rodzaj jest związany z wartością potencjału. Jedną z metod woltamperometrycznych jest polarografia, w której elektrodą wskaźnikową jest kroplowa elektroda rtęciowa (KER). W innych technikach tej grupy stosowane są np. elektrody rtęciowe stacjonarne, elektrody węglowe (grafit, pasty, węgiel szklisty) – nieruchome lub ruchome, często pokrywane substancjami zwiększającymi selektywność reakcji na określone składniki badanych roztworów.